# Cabera inornata
Cabera inornata là một loài bướm đêm trong họ Geometridae.